# Свищовска овца
Вижте пояснителната страница за други значения на Овца.
Свищовска овца е българска порода овце със смесен тип на използване.

## Разпространение
Породата е селектирана и разпространена в частни стопанства в селища, намиращи се в околностите на град Свищов откъдето произлиза и нейното име. За пръв път породата е изследвана и описана подробно от Желю Ганчев.

## Описание
Овцете притежават добра издръжливост на климатичните условия. Смесения тип направление предполага и сравнително високата и млечност и добив на вълна. Притежава и добри месодайни качества. Овцете са със средна големина. Живото им тегло е в границите на 40 – 45 кг, а кочовете 70 кг. Добива на вълна от овца е в рамките на 2,5 – 3 кг, а от кочовете 4 – 5 кг. Дължината на косъма е 14 – 15 см. Плодовитостта е сравнително ниска – 110 бр. агнета на 100 овце-майки. Млечността е 110 л. за лактационен период.